# Pinus lumholtzii
Espèce
Statut de conservation UICN

 NT  : Quasi menacé
Pinus lumholtzii est une espèce de conifères de la famille des Pinaceae. Son nom est en référence à l'ethnographe Carl Lumholtz qui la décrivit.

## Répartition

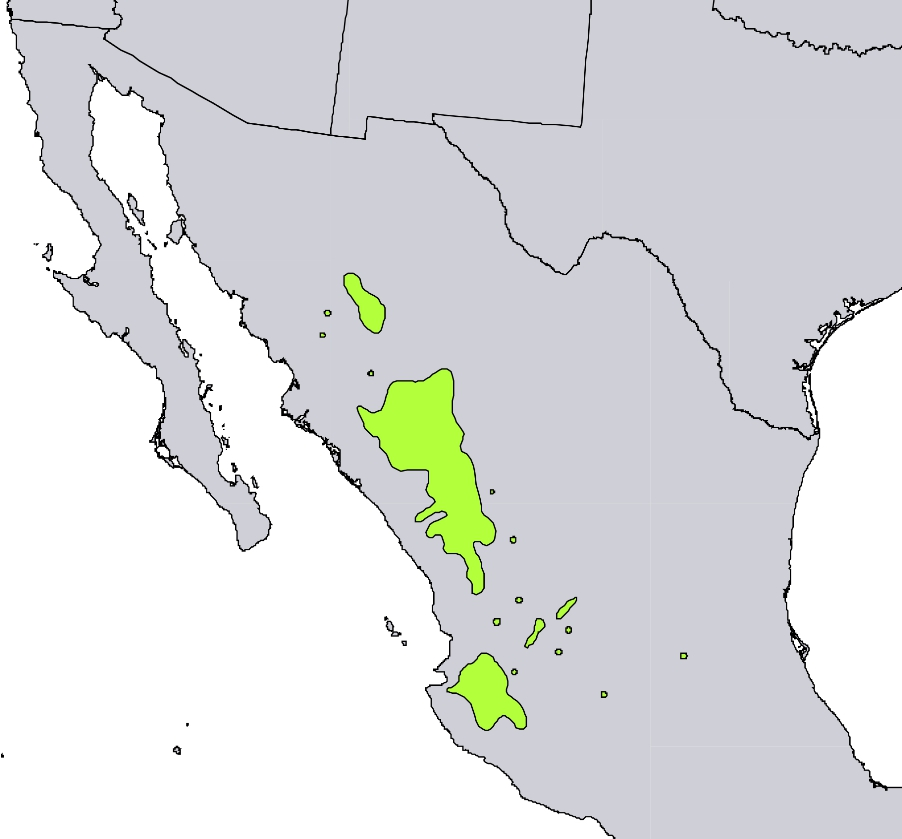
Carte de répartition de Pinus lumholtzii.

On trouve Pinus lumholtzii au Mexique dans la Sierra Madre occidentale.

## Liste des variétés
Selon Tropicos (7 août 2014) (Attention liste brute contenant possiblement des synonymes) :
- variété Pinus lumholtzii var. lumholtzii
- variété Pinus lumholtzii var. microphylla Carvajal